# Bernardino Tomitano
Bernardino Tomitano, né à Padoue en 1517 et mort dans cette même ville en 1576, est un philosophe, poète et médecin italien, membre de l'académie littéraire de Padoue, l'Accademia degli Infiammati, auteur de commentaires des œuvres d'Aristote et d'écrits de logique, dont certains sont encore inédits.

## Biographie
Il naît à Padoue, dans une famille originaire de Feltre. Il suit des études de philosophie et de médecine à l'université de Padoue, et les termine avec succès en 1538. En 1539, il est nommé par le Sénat vénitien pour assurer la lecture de l'Organon d'Aristote à la faculté de logique de l'Université de sa ville natale, poste qu'il occupe jusqu'en 1563. Il aura notamment pour élèves Ulisse Aldrovandi en 1539, Giacomo Zabarella qui lui succédera en 1564 à la chaire de logique, Francesco Patrizi de 1547 à 1554 et Francesco Panigarola. Son premier ouvrage publié, en 1544, Introductio ad Sophisticos Elenchos Aristotelis, est une introduction aux Réfutations sophistiques d'Aristote, le dernier des traités logiques réunis sous le nom d'Organon. Il commentera également dans ses cours les Seconds Analytiques ou Analytiques postérieurs (ces textes sont restés manuscrits).
Il se lie, entre autres, avec Sperone Speroni, Pietro Bembo, Jacopo Sadoleto, Paolo Jove, Bernardo Navagero, Girolamo Fracastoro. Il devient membre de l'Académie des Enflammés, fondée par Leone Orsini, active à Padoue de 1540 à 1550, qui mène une réflexion approfondie sur les rapports entre le latin, la langue italienne et les langues vernaculaires de l'Italie, notamment la langue vénitienne ; les travaux de l'académie sont la base des Ragionamenti della lingua toscana de Tomitano publiés en 1545 à Venise ; il les republiera à Padoue en 1569 et en 1570 sous le titre Quattro libri della lingua thoscana (Quatre livres de la langue toscane). Dans ce dialogue qui recueille les conversations tenues dans la maison de Sperone Speroni après son élection en novembre 1541 à la tête de l'Accademia degli Infiammati, Tomitano affirme la dignité de la "langue vulgaire" et sa capacité à traiter n'importe quel sujet, même à caractère scientifique ou philosophique.
Ses sonnets en italien sont publiés à Venise chez Gabriele Giolito dans deux recueils collectifs de poèmes, les Rime diverse di molti eccellentissimi autori (1545, réédité en 1546) et Delle rime di diversi nobili uomini. Libro secondo en 1548 où figurent 26 sonnets de Tomitano. Des poètes français s'inspireront de sonnets de Tomitano comme Philippe Desportes ou Olivier de Magny dans son poème Comme au printemps la pastourelle gaye qui s'inspire du sonnet Si come all'hor, che lieta primavera.
Il est l'auteur de deux mémoires de mathématiques : le Moïse de la Géométrie en 1550, où il démontre le théorème : "deux lignes s'approchent indéfiniment sans jamais se rejoindre", perçue par le prophète hébreu à la Grâce divine, et une Introductio Cosmographiae, leçons de géométrie qui servent de fondement à la cosmographie ptoléméenne.
En 1554, il est accusé d'hérésie par le Saint-Office de Vénétie, pour un ouvrage publié en 1547 à Venise chez Giovanni Griffio : Espositione letterale del testo di Matteo Evangelista di M. Bernardin Tomitano ; cette « exposition littérale du texte de saint Matthieu » est en fait la traduction en italien de l'ouvrage d'Érasme Paraphrasis in Evangelium Matthaei sur l'Évangile selon Matthieu. L'ouvrage est interdit dans les Index de 1549 et de 1554. Tomitano publie deux textes où il affirme qu'il avait fait cette traduction pour « un noble seigneur avec qui il était très familier » mais qu'il n'approuvait pas les conceptions d'Érasme ; l'ouvrage aurait été publié à son insu ; par ailleurs, il avait obtenu l'autorisation de publication d'un inquisiteur franciscain Mario Veneto. L'Inquisition ne le poursuit pas davantage ; l'ouvrage sera interdit dans l' Index de 1559 sous le nom de Tomitano et dans celui de 1564 sous le nom d'Érasme. À partir de ce moment, les écrits de Bernardino Tomitano deviennent quelque peu conformistes.
En 1563, il n'obtient pas la chaire de philosophie, à laquelle il aspirait. Il donne sa démission de l'université, quitte Padoue et s'installe avec sa famille à Venise, où il exerce avec succès la profession de médecin. Il se lie à Astorre Baglioni, dont il devient le médecin et qu'il accompagne à Chypre ; Baglioni sera tué avec Marcantonio Bragadin lors du Siège de Famagouste à Chypre en 1571. Lors de cette dernière période de sa vie, Tomitano écrit de 1572 à 1576 une biographie de Baglioni en italien en huit livres qui ne sera pas publiée : quatre manuscrits en sont conservés et il a fait l'objet de publications partielles au XIXe siècle. Les deux autres ouvrages de Tomitano sont en latin : un livre de médecine sur la syphilis De morbo gallico (le mal français), et un poème Thétis en 1574, composé à l'occasion du passage à Venise du roi de France Henri III , élu roi de Pologne l'année précédente, mais qui en était parti en catimini en passant par l'Autriche et l'Italie.
Tomitano meurt en 1576 à Padoue lors d'une épidémie de peste.

## Œuvres
- (la) Introductio ad Sophisticos Elenchos Aristotelis, Venise, 1544
- (it) Ragionamenti della lingua Toscana, Venise, Giovanni de Farri & frères, 1545. Republié sous le même titre en 1546 ; rééditions sous le titre Quattro libri della lingua thoscana, Padoue, 1569 et 1570.
- (it) Esposizione letterale del testo di Mattheo Evangelista : Esposizione letterale del testo di Mattheo Evangelista, Venise, Giovanni Griffio, 1547, 256 p. (lire en ligne)
- (it) Sopra le Pistole di S. Paolo, Venise, c. 1550[16].
- Moisè. Geometria, Mantoue, 1550.
- (la) Introductio Cosmographiae, Venise, 1551.
- (it) Prediche del reverendissimo monsignor Cornelio Musso, vescovo di Bitonto, Venise, Gabriele Giolito et frères, 1554.
- (it) Oratione recitata per nome de lo Studio de le Arti padovano ne la creatione del Serenissimo Principe di Vinetia M. Marcantonio Trivisano, Venise, 1554.
- (la) Clonicus, sive de Reginaldi Poli laudibus, Venise, 1556.
- (it) Consiglio sopra la peste di Vinetia, Padoue, Gratioso Perchacino, 1556.
- (la) Corydon, sive de Venetorum laudibus, et Carmen ad Laurentium Priolum Venetorum principem, Venise, 1556.
- (la) Animadversiones aliquot in primum librum Posteriorum Resolutoriorum, Venise, 1562.
- (la) De morbo gallico, 2 vol., Venise, 1567.
- (it) Vita e fatti di Astorre Baglioni. Écrit entre 1572 et 1576 et resté à l'état manuscrit ; encore largement inédit.
- (la) Thetis : In adventu regis Henrici III Galliae christianissimi, et IIII Poloniae serenissimi, ad felicissimam Venetiarum urbem, Venise, Francesco Ziletti, 1574 (lire en ligne)